# Cryptophora colombiae
Cryptophora colombiae är en tvåvingeart som beskrevs av Charles Hamilton Seevers 1941. Cryptophora colombiae ingår i släktet Cryptophora och familjen puckelflugor.
Artens utbredningsområde är Colombia. Inga underarter finns listade i Catalogue of Life.